# تشانغ تونغ
تشانغ تونغ (بالصينية: 张彤) (3 أبريل 1984 - ) هي لاعبة كرة قدم صينية في مركز الوسط.

## وصلات خارجية
- تشانغ تونغ على موقع الاتحاد الدولي (مؤرشف)  (الإنجليزية)
- تشانغ تونغ على موقع قاعدة بيانات كرة القدم.إي يو (الإنجليزية)
- تشانغ تونغ على موقع اللجنة الأولمبية الصينية (الإنجليزية)